# Yu Shumei
Yu Shumei (* 20. Oktober 1977 in Liaoning) ist eine ehemalige chinesische Biathletin.
Yu Shumei ist die bis heute erfolgreichste Biathletin Chinas. Die Sportsoldatin aus Dalian begann 1994 mit dem Biathlonsport. Zwei Jahre später gab sie in Pokljuka ihr Debüt im Biathlon-Weltcup und errang als 24. im Einzel sofort ihre beiden ersten Weltcuppunkte. Das zweite Rennen, einen Sprint, beendete sie auf dem dritten Rang. Beim Sprint von Hochfilzen, der nächsten Weltcupstation, musste sie sich nur noch Soňa Mihoková geschlagen geben. Trotz der Teilnahme an nur vier Weltcuprennen belegte Yu in der Gesamtwertung der Saison den 32. Platz. Bei den Winter-Asienspielen 1996 in Harbin gewann sie im Sprint und im Einzel jeweils die Bronzemedaille  und mit der Staffel die Goldmedaille. Zudem nahm sie dort auch im Skilanglauf teil und holte dabei die Silbermedaille über 10 km Freistil und die Goldmedaille mit der Staffel. Die folgende Saison begann ähnlich erfolgreich mit einem zweiten Rang hinter Anna Wolkowa in Östersund. Danach pendelten sich die Leistungen der Chinesin auf einem guten, wenn auch zumeist nicht ganz herausragenden Level ein. Abschließend erreichte sie mit dem 13. Platz im Gesamtweltcup ihr bestes Gesamtergebnis. Bei den ersten Sommerbiathlon-Weltmeisterschaften 1996 in Hochfilzen gewann die Chinesin den Titel im Sprintrennen. Ihre bis dahin schlechtesten Ergebnisse erzielte Yu bei der Teilnahme an ihren ersten Biathlon-Weltmeisterschaften 1997 in Osrblie. Im Einzel wurde sie nur 56., im Sprint 50. und mit der Staffel 13. Weitaus besser waren Yus Ergebnisse beim nächsten Großereignis, den Olympischen Spielen 1998 von Nagano. Im Einzel belegte sie den neunten Rang, mit der Staffel Platz sieben und im Sprint wurde die Chinesin Fünfte. Bei den Winter-Asienspielen 1999 in Gangwon holte sie die Silbermedaille mit der Staffel und jeweils die Goldmedaille im Sprint und im Einzel.
Den größten Erfolg erreichte Yu bei den Biathlon-Weltmeisterschaften 2000 am Holmenkollen in Oslo. Sie gewann im Einzel hinter Corinne Niogret die Silbermedaille, wurde 22. im Sprint, Zehnte in der Verfolgung und 15. im Massenstart. Nur das Staffelrennen verlief schlecht, schied China doch überrundet aus. Nicht ganz so erfolgreich verlief die WM im Jahr darauf in Pokljuka. Hier waren 17. Plätze im Einzel und im Massenstart beste Ergebnisse. Das letzte Rennen der Weltcup-Saison 2000/01, einen Massenstart in Oslo konnte die Chinesin gewinnen. Es blieb ihr einziger Weltcup-Sieg. In der Gesamtwertung der Saison belegte sie mit Rang 16 ihr bestes Ergebnis in dieser Wertung. Die Saison 2001/02 wurde Yus Letzte und war ganz auf erfolgreiche Olympische Spiele in Salt Lake City ausgerichtet. Die Saison verlief mäßig und auch bei den Spielen konnte sie mit Platz 46 im Einzel, 20 im Sprint und 44 in der Verfolgung keine Erfolge erreichen. Bei den Winter-Asienspielen 2003 in der Präfektur Aomori holte sie Gold mit der Staffel. Nach sechsjähriger Pause nahm sie in der Saison 2009/10 nochmals an drei Weltcuprennen teil. Ihre beste Platzierung dabei war der 78. Platz im Einzel in Pokljuka.
Yu ist mit einem Soldaten verheiratet, lebt aber aufgrund der unterschiedlichen Kasernierung von diesem getrennt. 1996 musste ihr wegen einer Erfrierung eine Zehe am rechten Fuß amputiert werden. Sie wurde von Song Wenbin trainiert und war eine ausgezeichnete Schützin, jedoch eine vergleichsweise schwächere Läuferin.

## Biathlon-Weltcup-Platzierungen
| Platzierung | Einzel | Sprint | Verfolgung | Massenstart | Staffel | Team | Gesamt |
| ----------- | ------ | ------ | ---------- | ----------- | ------- | ---- | ------ |
| 1. Platz    |        |        |            | 1           |         |      | 1      |
| 2. Platz    | 1      | 1      |            |             |         |      | 2      |
| 3. Platz    |        | 1      |            |             | 1       |      | 2      |
| Top 10      | 6      | 11     | 2          | 1           | 11      |      | 31     |
| Punkte      | 11     | 25     | 15         | 5           | 13      | 1    | 70     |
| Starts      | 18     | 37     | 25         | 5           | 18      | 1    | 94     |

## Belege
1. ↑   Archivlink (Memento vom 16. Februar 2008 im Internet Archive)

| Personendaten    | Personendaten          |
| ---------------- | ---------------------- |
| NAME             | Yu Shumei              |
| KURZBESCHREIBUNG | chinesische Biathletin |
| GEBURTSDATUM     | 20. Oktober 1977       |
| GEBURTSORT       | Liaoning               |